# Chwojniany (przystanek kolejowy)
Chwojniany (biał. Хвайняны, ros. Хвойняны) – przystanek kolejowy w pobliżu miejscowości Chwojniany, w rejonie grodzieńskim, w obwodzie grodzieńskim, na Białorusi.